# Selo pri Zagorju
Selo pri Zagorju je naselje v Občini Zagorje ob Savi.